# Psychotria tenuicaulis
Psychotria tenuicaulis är en måreväxtart som beskrevs av Kurt Krause. Psychotria tenuicaulis ingår i släktet Psychotria och familjen måreväxter. Inga underarter finns listade i Catalogue of Life.